# Shigeko Sasamori
Shigeko Sasamori (en japonés: 笹森恵子), de soltera Shigeko Niimoto (Hiroshima, 16 de junio de 1932 - Marina del Rey, 15 de diciembre de 2024), fue una activista pacifista y antinuclear japoesa. Fue una sobreviviente del bombardeo atómico de Hiroshima y una defensora de la paz y el desarme nuclear. Después de recibir cirugías reconstructivas en los Estados Unidos, siguió una carrera como asistente de enfermería y compartió sus experiencias para educar a otros sobre las consecuencias de la guerra nuclear.

## Primeros años y educación

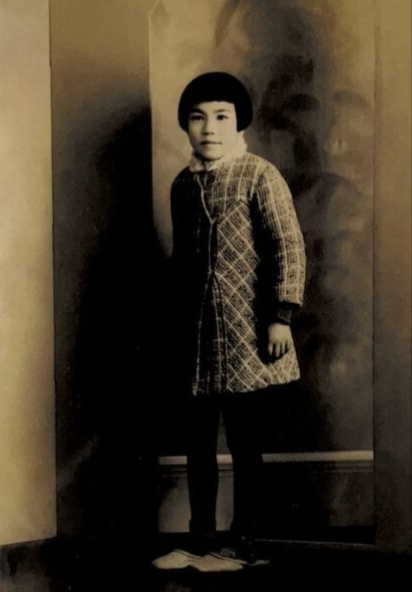
Sasamori c. 1944.

Sasamori nació el 16 de junio de 1932 en Hiroshima, Japón, hijo de Masayuki Niimoto, un pescador de ostras, y Sato Tanabe Niimoto, una ama de casa. El 6 de agosto de 1945, a la edad de 13 años, sobrevivió al bombardeo atómico de Hiroshima mientras trabajaba para limpiar los escombros de las calles de la ciudad. Estaba aproximadamente a dos millas del hipocentro de la bomba y sufrió quemaduras graves en más de una cuarta parte de su cuerpo, incluyendo su cara, pecho, brazos y manos. Sus padres la encontraron varios días después y trataron sus heridas en casa con tratamientos improvisados.
En 1955, fue seleccionada como una de las 25 mujeres jóvenes, más tarde conocidas como las «señoritas de Hiroshima», para viajar a los Estados Unidos para cirugías reconstructivas organizadas por Norman Cousins, un periodista y activista por la paz. Se sometió a múltiples operaciones en el Hospital Monte Sinaí, que mejoraron su apariencia y funcionalidad, aunque sus cicatrices permanecieron visibles. Durante su estancia en Estados Unidos, vivió principalmente con la familia de Cousins en Connecticut.

## Carrera
Después de sus cirugías reconstructivas, Sasamori regresó brevemente a Japón, pero luego se mudó a los Estados Unidos. Continuó su educación y se formó como asistente de enfermería a finales de la década de 1960. Durante su carrera de enfermería, atendió a pacientes, incluidos recién nacidos y personas con enfermedades debilitantes como la enfermedad de Parkinson.
Compartió sus experiencias como sobreviviente del bombardeo atómico y defensora del desarme nuclear. Se dirigió a audiencias en escuelas, organizaciones internacionales y entornos legislativos, incluido un subcomité del Senado de los Estados Unidos en 1980, donde describió los impactos de la guerra nuclear en la salud. Participó en documentales como Race to Oblivion (1982) y White Light/Black Rain: The Destruction of Hiroshima and Nagasaki (2007), para crear conciencia sobre las consecuencias de la guerra nuclear.
También participó en Hibakusha Stories, un programa destinado a educar a los jóvenes sobre los efectos de las armas nucleares a través de testimonios de primera mano de sobrevivientes.

## Vida personal y muerte
Fue adoptada espiritualmente por la familia Cousins durante su estancia en los Estados Unidos, un acuerdo descrito como una «adopción moral». En 1962, dio a luz a su hijo, a quien llamó Norman Cousins Sasamori, en honor a su conexión con la familia Cousins.
Pasó sus últimos años en Marina del Rey (California), y permaneció activa en la defensa de la paz hasta su muerte allí el 15 de diciembre de 2024, a la edad de 92 años. Su muerte se produjo poco después de que se otorgara el Premio Nobel de la Paz de 2024 a Nihon Hidankyo, una organización japonesa de supervivientes de la bomba atómica.